# Daryl Dike
Daryl Dike (Edmond, Oklahoma, Estados Unidos, 3 de junio de 2000) es un futbolista estadounidense que juega como delantero en el West Bromwich Albion F. C. de la EFL Championship de Inglaterra.

## Trayectoria
El 1 de enero de 2022 se hizo oficial su fichaje por el West Bromwich Albion F. C. para los siguientes cuatro años y medio procedente del Orlando City S. C. En el momento que llegó al equipo el entrenador era Valérien Ismaël, quien ya lo dirigió cuando estuvo cedido en el Barnsley F. C.

## Clubes
| Club                       | País           | Año           | Partidos | Goles | Media goleadora |
| -------------------------- | -------------- | ------------- | -------- | ----- | --------------- |
| Orlando City S. C.         | Estados Unidos | 2020-2021     | 37       | 15    | 0.38            |
| Barnsley F. C. (cedido)    | Inglaterra     | 2021          | 22       | 9     | 0.41            |
| West Bromwich Albion F. C. | Inglaterra     | 2022-         |          |       |                 |
| Total carrera              | Total carrera  | Total carrera | 59       | 24    | 0.40            |

## Palmarés

### Títulos internacionales
| Título                     | Club (*)       | País           | Año  |
| -------------------------- | -------------- | -------------- | ---- |
| Copa de Oro de la Concacaf | Estados Unidos | Estados Unidos | 2021 |

(*) Incluyendo la selección.